# Suplemento Sí!
Suplemento Sí!, conocido también como Suplemento Joven, fue una publicación cultural que acompañaba en los días viernes al diario argentino Clarín. Este apartado, cuya aparición data del año 1985 hasta 2016, se dedicaba a divulgar contenidos y noticias del circuito juvenil (un espectro etario de entre 15 a 45 años), con un estilo bastante entretenido. Su temática recurrente era la música (enfocándose en el Rock, el Pop y el género Alternativo, además de otros estilos como el Reggae, el Heavy Metal y la Electrónica). Este espacio además publicaba notas referidas al cine y al teatro. Los medios de comunicación como la radio, la TV y la Web tampoco escapaban de su radar. Los festivales de Arte y Fotografía también eran anunciados con regularidad desde sus páginas. 

## Secciones
Este anexo de Clarín solía destacarse por sus secciones originales. Por ejemplo el Sí! habilitaba para cada edición un rincón de expresión en primera persona (El Crítico, donde tres lectores de la publicación brindan su opinión sobre algún evento o show). No faltan la agenda semanal (su sección más clásica, llamada Exit), las noticias sobre lo acontecido en la semana (Lo que pasó, pasó y Glob) y particulares sugerencias fijadas en la Cultura pop (respondiendo al formato de ranking personal desarrollaba Cinco Cosas).
El Suplemento Sí! se caracterizaba por su sello descontracturado, cómplice y humorístico. Su expresión textual obedecía al lenguaje coloquial propio de la gente joven. Sus tapas, gráficas y fotografías sobresalían por su identidad rebelde y despreocupada. En varias ocasiones presentó informes de gran contenido social. Solo basta con recordar la gran cobertura que dio sobre la Tragedia de Cromañón en 2005, entre otros hechos impactantes. También celebraba aniversarios fundamentales para la música, cómo el nacimiento del Punk o del Hip Hop. Como carta de presentación pública reportajes hechos a adolescentes prodigios del deporte, la tecnología, la moda y el espectáculo. Tampoco faltan las entrevistas dadas a figuras internacionales y locales del mundillo roquero.
Tras 31 años de publicación ininterrumpida, el diario Clarín decide terminar con su producción el 14 de octubre de 2016 alegando cambios culturales, tecnológicos y en las formas de consumo del sector joven. Es reemplazado por Spot, sección que reúne en un solo lugar la moda, la cultura y el espectáculo difiriendo bastante con el estilo original del suplemento.

## Logos
- 1985-1997
- 1997-2000
- 2000-2002
- 2002-2008
- 2008-2016